# Florin Hălălău

Prof. Dr. Florin-Nicolae Hălălău

Florin-Nicolae Hălălău (n. 27 noiembrie 1933, București – d. 7 martie 2007, București) a fost unul dintre cei mai de seamă anatomopatologi români, profesor universitar, membru al Academiei de Științe Medicale, creator de școală în cercetarea științifică și în învățământul medical românesc.
Prof. Dr. Florin-Nicolae Hălălău s-a născut la 27 noiembrie 1933 în București, într-o familie de intelectuali. Tatăl, Constantin Hălălău, a fost medic chirurg militar, iar mama, Ana, a urmat cursurile Facultății de Litere.

## Studii
A absolvit liceul „Ion Neculce” (la vremea aceea liceul "Marele Voievod Mihai") din București în 1951 și Facultatea de Medicină Generală a Universității de Medicină și Farmacie (UMF) „Carol Davila” din București în 1957, „Magna cum laude”.

## Carieră profesională
Între 1957 și 1958 a fost Medic Stagiar la Spitalul „Caritas”, între 1958 și 1959 Medic de Medicină Generală la Dispensarul Rural din com. Piscu, jud. Galați, între 1959 și 1960 a urmat Cursul de Anatomie Patologică la UMF „Carol Davila”. A lucrat între 1960 și 1962 ca Medic Secundar și din 1962 până în 1963 ca Medic Specialist la Spitalul Unificat din Tecuci, iar din 1964 până în 1969 la Spitalul “Dr. Ștefan Stâncă” din București. Din 1969 lucrează la Institutul „Victor Babeș”, mai întâi ca Medic Specialist de Anatomie Patologică, din 1973 Cercetător științific principal gradul III, din 1978 Cercetător științific principal gradul II, iar din 1990 Cercetător științific principal gradul I. În 1980 devine Medic Primar Anatomopatolog. În 1984 devine Doctor în Științe Medicale cu teza „Modificări morfopatologice induse sub acțiunea nitrosoguanidinei”. Între 1973 și 1990 a fost Șeful Laboratorului de anatomie patologică, iar din 1990 până în 2004 Director al Institutului „Victor Babeș”. În 1993 a devenit Conferențiar Universitar, iar în 1995 Profesor Universitar și Șef al Catedrei de Anatomie Patologică a UMF „Carol Davila”. Tot din 1995 a fost Profesor Universitar la Facultatea de Medicină a Universității „Titu Maiorescu”. Domeniile principale de cercetare au fost limfoamele maligne, tumorile țesuturilor moi, patologia tubului digestiv, patologia ginecologică, carcinogeneza chimică, angiosarcomatoza Kaposi. Între 1959 și 1960, în 1967 și în 1972 a urmat Cursuri de specializare și perfecționare în anatomie patologică la UMF. S-a specializat la două institute de anatomie patologică din Viena, în 1977 și a avut un schimb de experiență la Institutul de Patologie al Universității din Giessen, Germania, în 2000. A fost Responsabil Grant pentru „Celule dendritice. Implicații în procesele pseudotumorale și tumorale ale țesutului limfoid” (1999-2000), „Molecule de adeziune și fosfatidilinozitolul 3 Kinaza. Implicații în procesele de invazivitate și metastazare din cancerul de prostată”, Responsabil ORIZONT 2000 pentru „Transformarea neoplazică în sindroamele mielodisplazice” și Director de proiect VIASAN pentru „Depistarea bacilului Koch pe secțiuni la parafină prin tehnici de biologie moleculară”. A avut peste 350 de lucrări științifice publicate sau comunicate în țară și străinătate.

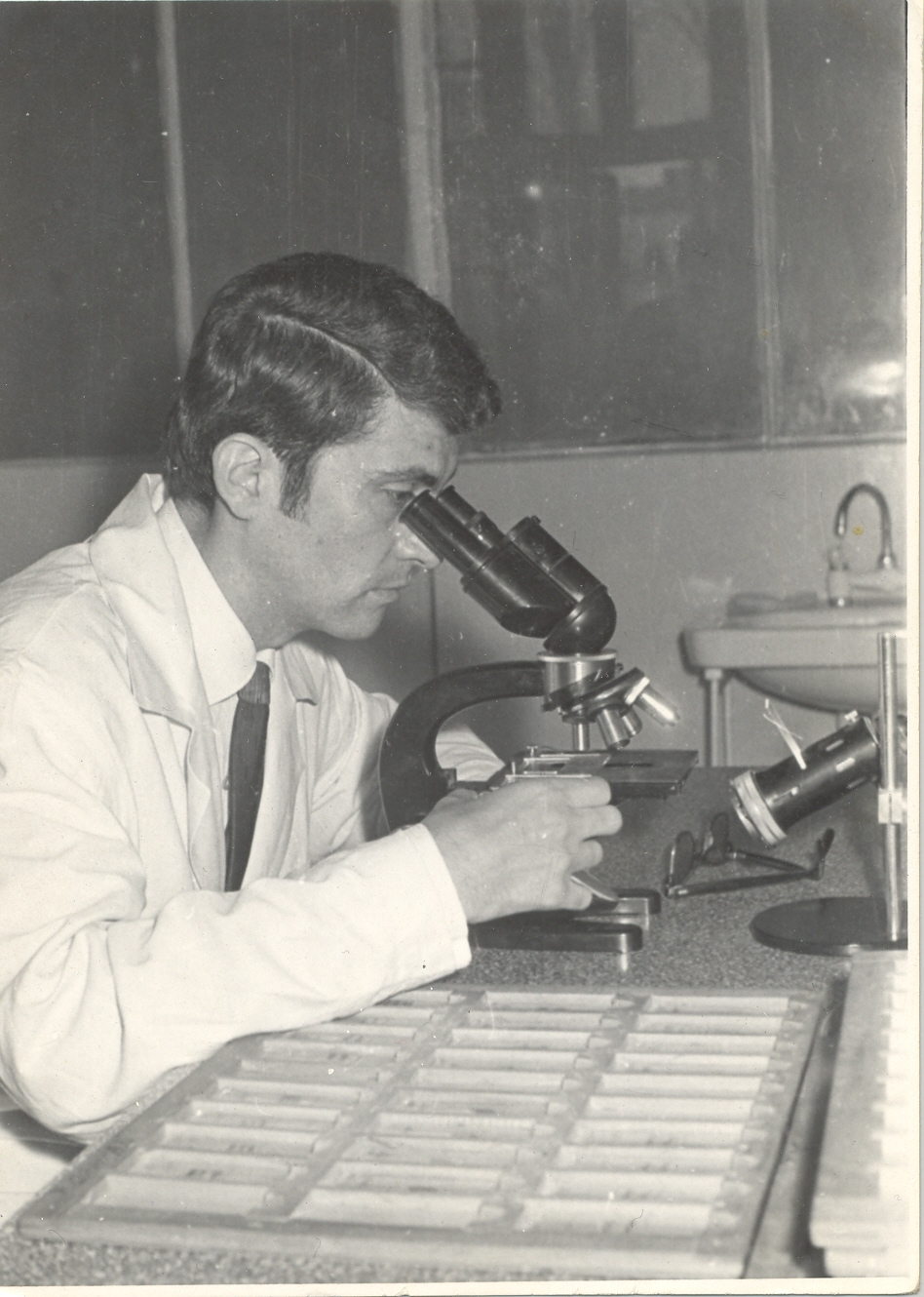
La microscop

## Activitate științifică
A fost coautor la tratatul de „Anatomie Patologică” sub redacția Ioan Moraru, 1980, „Histopatologie în scanning”, sub redacția Ioan Moraru și Nicolae Manolescu, 1985 și autor la „Îndreptar de morfopatologie”, 1995, „Anatomie Patologică”, vol. I, 2003, „Curs de Anatomie Patologică”, sub redacția Carmen Ardeleanu, Florin Hălălău, 2004. 
În 1966 a devenit membru al Societății de Morfologie Normală și Patologică a Uniunea Societăților de Științe Medicale (USSM), iar din 1990 vicepreședinte. Între 1969 și 1974 a fost secretar al Comitetului Secției de Morfologie Normală și Patologică a USSM. Din 1982 a fost membru al British Society of Clinical Citology, din 1983 al European Society of Patology, iar din 1984 al Imunocitochemistry Club London. În 1993 devine membru corespondent al Academiei de Stiințe Medicale, iar din 1999 membru titular. A fost Președinte al Diviziunii Române a Academiei Internaționale de Patologie din 1995, iar din 2000 a devenit membru al International Council of Societies of Pathology. De asemenea a fost membru în Comisia Superioară de Medicină Legală și Expert evaluator la Academia Română și la Consiliul Național al Cercetării Știinșifice din Învățământul Superior (CNCSIS). A fost Redactor coordonator al revistelor „Romanian Journal of Legal Medicine” și „Romanian Journal of Anatomy”, precum și Redactor șef adjunct al revistei „Morphology Embriology”. 
În 1975 a introdus în anatomia patologică din România clasificarea Kiel pentru limfoamele maligne. În anii 1979-1980 a publicat primele cazuri de tumori stromale gastro-intestinale, accentuând aspectul lor morfologic heterogen. A identificat și publicat în anii 1981-1982 o formă particulară de carcinom bazocelular cu stromă angiomatoasă, iar în 1984 a publicat împreună cu profesorul Ioan Moraru primele cazuri de SIDA în România. A efectuat în 1985 primele reacții în imunofluorescența pe țesuturi tumorale, împreună cu dr. Grigore Ghyka, iar în 1987 a cercetat morfologia și imunofluorescența sarcomului Kaposi. În 2001 a introdus în cercetarea medicală romanească și în practica de rutină, identificarea prin PCR (polymerase chain reaction) a secvențelor genomului bacilului Koch din material inclus la parafină. 
A condus numeroase lucrări de diplomă cu diverse abordări metodologice ale unor teme variate: angiogeneza carcinoamelor tubului digestiv, utilizarea biomarkerilor în carcinomul de prostată, determinarea secvențelor genomice ale bacilului Koch în materialul inclus la parafină etc. 
A format peste 150 de specialiști în anatomie patologică, precum și mai mult de 20 de doctori în medicină.

## Recunoaștere națională și internațională
A fost distins cu medalia „Meritul Sanitar”, 1971, „Ordinul Meritul Științific”, 1981, „Ordinul Național pentru Merit” în grad de Comandor, 2000, medalia „Dimitrie Cantemir” a Academiei de Științe din Moldova, 2003. A primit Premiul „Victor Babeș” al Academiei Române în 1994 pentru „Suita de lucrări referitoare la tratamentul intralezional cu interferon și interleukina 2 în sarcomul Kaposi de tip clasic european”. Are biografia publicată în „Who’s Who in the World” USA, „Who’s Who in Europe”
(Belgia, România), „Men of Achievement” Cambridge, Enciclopedie Medicală Românească Secolul XX.